# أم حبيب بنت العوام
أُم حبيب بنت العوام بن خويلد القرشية الأسدية صحابية، وابنة عمة النبي محمد، وأخت الزبير بن العوام، وزوجة خالد بن حزام، أمها صفية بنت عبد المطلب.
ذكر ابن حجر العسقلاني في «الإصابة في تمييز الصحابة»: «ذكرها الزُّبَيْرُ بْنُ بَكَّارٍ، وقال. كانت زوج خالد بن حزام أخي حكيم بن حزام، فولدت له أم الحسن، ومات خالد بن حزام راجعًا من هجرة الحبشة الأولى إلى مكة كما تقدم في ترجمته».